# 더 길티 (2018년 영화)
《더 길티》(덴마크어: Den skyldige, 영어: The Guilty)는 2018년에 개봉한 덴마크의 스릴러 영화이다. 구스타브 몰러 감독이 연출했고 야코브 세데르그렌, 제시카 디니지가 출연했다.

## 줄거리
코펜하겐 경찰관 아스게르 홀름은 과거 총격 사건으로 인한 재판을 앞두고 감정적으로 불안한 상태에서 긴급 신고 센터로 임시 발령을 받는다. 재판 전날 밤, 그는 이벤 외스테르가르드라는 여성이 건 전화 한 통을 받게 된다. 그녀는 마치 어린아이에게 말하듯 조용한 목소리로 통화하지만, 위급한 상황이라는 것을 넌지시 암시한다. 아스게르는 처음에는 단순한 장난 전화로 치부하려 했지만, 그녀가 납치되었다는 사실을 알아차린다.
전화가 끊기자 아스게르는 위치 추적을 통해 북셸란 경찰서에 도움을 요청하지만, 구체적인 정보 부족으로 수사에 난항을 겪는다. 답답한 마음에 그는 직접 이벤의 집 전화번호를 알아내 그녀의 여섯 살 난 딸 마틸데와 통화한다. 마틸데는 아버지가 집에 왔었고, 동생 올리버에게 화를 낸 뒤 엄마를 데리고 갔다고 말한다. 마틸데에게서 아버지의 전화번호를 얻은 아스게르는 그에게 전화를 걸어보지만, 여전히 실마리를 찾지 못한다.
근무 교대 시간이 다가오지만, 아스게르는 이벤의 사건에 계속 집착하며 다른 방에서 그녀의 전화를 기다린다. 이벤은 다시 전화하여 감금당하기 싫다고 말하고, 동시에 그녀의 집을 방문한 경찰은 피투성이인 마틸데와 올리버의 방에서 끔찍한 광경을 목격한다. 아스게르는 동료 라시드에게 마이클의 집을 수색해 달라고 부탁하며 사건에 더욱 깊이 관여하게 된다. 
수사 과정에서 아스게르는 자신이 거짓 증언을 모의했다는 사실을 자각하며 불안감을 느낀다. 그는 마이클에게 전화를 걸어 살인에 대한 분노를 표출한다. 그러던 중 이벤과 다시 통화하게 되는데, 그녀는 올리버가 죽었다는 사실을 알게 된다. 이벤은 올리버의 '뱃속에 있는 뱀'을 제거했다고 말하며 충격적인 사실을 밝힌다.
결국 아스게르는 이벤이 정신질환을 앓고 있으며, 마이클은 그녀를 정신병원에 데려가려 했다는 사실을 깨닫는다. 자신의 오판을 깨달은 아스게르는 라시드에게 진실을 말하라고 설득하고, 마이클의 위치를 파악한 후 이벤과 다시 통화한다. 이벤은 아들을 죽였다는 사실에 절망하며 다리에서 뛰어내리려 하지만, 아스게르는 그녀에게 진실을 고백하고 자수하도록 설득한다. 이윽고 경찰이 도착하고, 이벤은 체포된다. 동료들이 아스게르의 고백을 듣고 충격에 빠진 가운데, 아스게르는 마지막으로 전화 한 통을 건 후 조용히 자리를 떠난다.

## 출연
- 야코브 세데르그렌 - 아스게르 홀름
- 제시카 디니지 - 이벤 외스테르고르
- 오마르 사르가비 - 라시드
- 요한 올센 - 미카엘 베르
- 카틴카 에베르스얀센 - 마틸레 외스테르고르
- 야코브 로만 - 보
- 시몬 벤네비에르 - 니콜라이 옌센
- 라우라 브로 - 타니아 브릭스
- 모르텐 툰보 - 토르벤

## 기타
- 미술: 구스타프 폰토피단
- 배역: 엔자 필립